# السلافونية الكنسية
السلافونية الكنسية الجديدة (أو السلافونية الكنسية الحديثة للتمييز بينها وبين السلافونية الكنسية القديمة) هي لغة سلافية محافظة تستخدم في المذهب الأرثوذكسي الشرقي في كنائس عدة بلدان مثل الكنيسة البلغارية والبولندية والروسية والصربية والمقدونية، بالإضافة إلى أنها استخدمت في الماضي في رومانيا، كما أنها تستخدم حالياً في عدة كنائس أخرى غير معترف بها على نطاق واسع مثل بعض الكنائس في مونتينيغرو وروسيا والولايات المتحدة.
تمثل السلافونية الكنسية مرحلة متأخرة حديثة من السلافونية الكنسية القديمة، واستمرار للتقليد اللغوي الذي قدمه كل من كيرلس وميثوديوس من سالونيك في أواخر القرن التاسع في مدينة نيترا التي كانت مركزاً حضارياً في مورافيا العظمى، حيث عملا على تقديم الترجمات السلافية الأولى للنصوص المقدسة والطقوس الدينية من الإغريقية القديمة.

## اقرأ أيضاً
- سلافونية كنسية قديمة
- لغات ليتورجية